# فرهنگ سیاسی
فرهنگ سیاسی به «مجموعه‌ای از نگرش‌ها و باورها و احساسات اکثریت اعضای یک جامعه نسبت به سیاست و حکومت» گفته شده و دربردارنده ی «عقاید اعضای آن جامعه نسبت به مبانی فکری و قواعد رفتاری یک نظام سیاسی» است. فرهنگ سیاسی یک جامعه می‌تواند شامل عقاید آرمان گرایانه یا عقاید عمل گرایانه باشد. فرهنگ سیاسی یک جامعه از درک ذهنی افراد نسبت به ابعاد سیاست سرچشمه می‌گیرد و از تاریخچه ی سیاسی و اجتماعی و تجربیات آن جامعه تأثیر می‌پذیرد.

## مفاهیم
در سال ۱۹۶۳ دو آمریکایی به نام‌های گابریل الموند و سیدنی وِربا سه مشخصهٔ یک فرهنگ سیاسی را که با فرهنگ کلی یک جامعه ترکیب شده‌اند را تعریف کردند. هر سهٔ این مشخصه‌ها که بین هر دوی آن‌ها مشترک بود، راهکارهای ایجاد یک پیوند بین مردم و حکومت را بیان می‌کنند.
اولین مشخصه «احترام» است. این مشخصه بیان می‌کند که یک نظام سیاسی و مردم، چه‌قدر یک دیگر را «پست» و چه‌قدر «بزرگوار» می‌شمارند. اساساً، به چه میزان حاضرند به هم «قدرت و اختیار» ببخشد.
دومین مشخصه «اجماع» است که نشانگر رابطهٔ بین دولت و ملت و توافق آن دو بر یک امر است. این به معنای مماشات و همفکری تمام کشور در رابطه با یک مسئله نیست؛ بلکه میزان «رضایتمندی» مردم از سیاست‌های دولت را نشان می‌دهد. نمونه‌هایی از اجماع در فرهنگ سیاسی: ما باید کشور را چگونه اداره کنیم، هدف نهایی ما در رفاه چه‌قدر است، چه کسی در مسند ریاست دولت بنشیند و اختیارات او چه‌قدر باشد.
مشخصهٔ سوم «اتحاد» است. برای درک بهتر این موضوع، به جدایی طلبی بخش‌هایی از ولز و اسکاتلند از بریتانیا توجه کنید که این نشانهٔ یک «اتحاد» نیست.

## فلسفه سیاسی
اصطلاح فرهنگ سیاسی ابتدا برای اشاره به فرهنگ سیاسی آمریکا گفته می‌شد و عموماً توسط کسانی به کار می‌رفت که به‌دنبال ترویج سیستم سیاسی آمریکا بودند. مفهوم فوق ابتدا توسط گابریل آلموند در اواخر دهه ۵۰ میلادی اشاعه یافت و در سال ۱۹۶۳ در کتاب فرهنگ مدنی (نوشتهٔ گابریل الموند و سیدنی وربا) به کار رفت. اما طرز تفکر آن‌ها خیلی زود مخالفانی از میان سیاستمداران و دانشمندان پیدا کرد. از جملهٔ آن مخالفان، گرهارد لمبرا و آرِند لیجفارد بودند. لمبرا، سیاست در سوئیس و اتریش و لیجفارد، سیاست در هلند را بررسی کرد. هردو، نظام سیاسی آن کشورها را با ثبات‌تر شناخته و به نظام سیاسی آمریکا ترجیح دادند.

## دسته‌بندی‌ها
انواع مختلفی برای یک نوع فرهنگ سیاسی مطرح شده‌اند. مطابق با نظر دانشمند علوم سیاسی ویلیام اس..استوِارت، تمام رفتارهای سیاسی را می‌توان جزء یا ترکیبی از هشت مکتب سیاسی زیر تعریف کرد: آنارشیسم، اولیگارشی، کورپوراتیسم محافظه کارانه، فاشیسم، لیبرالیسم کلاسیک، رادیکال لیبرالیسم با سوسیالیسم دموکراتیک و لنینیست سوسیالیسم.
در طول تاریخ، جوامعی وجود داشته که هر یک از فرهنگ‌های سیاسی فوق در آن حاکم باشد.
گابریل الموند و سیدنی وِربا در کتاب فرهنگ مدنی، سه نوع فرهنگ سیاسی را بر اساس سطح و نوع مشارکت سیاسی و ماهیت نگرش مردم نسبت به سیاست بر می‌شمرند:
- محدود - که در آن شهروندان دورادور آگاهی‌های از دولت و سیاست دارند و از سیاست و تصمیمات گرفته شده توسط دولت غافل‌اند آن‌ها، نه علم سیاست را دارند و نه علاقه‌ای به آن نشان می‌دهند. این نوع فرهنگ سیاسی بیش‌تر در جوامع سنتی به چشم می‌خورد.
- مطیع - که در آن شهروندان از تصمیمات دولت آگاه هستند و کم‌تر با آن به مخالفت می‌پردازند؛ افراد از سیاست، سیاستمداران و موسسات آگاهی دارند؛ در سیاست اثر می‌گذارند ولی درعین حال بیشتر از آن تأثیر می‌پذیرند. این نوع فرهنگ سیاسی، بیش‌تر در جوامع استبدادی دیده می‌شود.
- مشارکتی - شهروندان قادر به نفوذ در دولت‌اند و از راه‌های مختلف آن را تحت تأثیر قرار می‌دهند و افراد تمایل بیشتری به ساختار سیاسی و اجتماعی درست دارند. این نوع فرهنگ سیاسی، بیشتر در جوامع دموکراتیک دیده می‌شود.

ادموند و وِربا نوشتند که فرهنگ‌های سیاسی فوق می‌تواند باهم ترکیب شوند تا یک جامعهٔ مدنی کامل‌تری به وجود آورند.
آرند لیجفارد، طبقه‌بندی‌های زیر را برای فرهنگ سیاسی به کار برد:
- اولین طبقه‌بندی:
  - فرهنگ سیاسی عامیانه
  - فرهنگ سیاسی تکامل یافته (نخبه)
- دومی طبقه‌بندی (از نظر فرهنگ سیاسی تکامل یافته):
  - ائتلافی
  - متناقض

لیجفارد همچنین ساختار اجتماعی را این چنین طبقه‌بندی کرد:
- همگن
- ناهمگن

| ساختار جامعه (سمت راست) فرهنگ سیاسی نخبگان (پایین) | همگن                | ناهمگن                |
| -------------------------------------------------- | ------------------- | --------------------- |
| ائتلافی                                            | سیاست دموکراتیک     | مشارکت دموکراتیک      |
| متناقض                                             | دموکراس تمامیت خواه | گریز از مرکز دموکراسی |

## تعاریف دیگر
همچنین فرهنگ سیاسی به عنوان «مجموعه‌ای از گفتمان‌ها و شیوه‌های نمادین که با استفاده از آن‌ها، افراد و گروه‌ها رابطه خود را با حکومت بیان می‌کنند و خواسته هایشان را مطرح می‌سازند» نیز تعریف شده است.